# Chrysolampus niger
Chrysolampus niger is een vliesvleugelig insect uit de familie Perilampidae. De wetenschappelijke naam is voor het eerst geldig gepubliceerd in 1968 door Hedqvist.